# 安德烈-雅克·加纳林

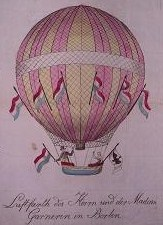
加納林，1803年攝於柏林

安德烈-雅克·加尔纳里安（1769年1月31日—1823年8月18日），法国气球驾驶家，历史上第一个有规律地成功运用降落伞的人。他改进了降落伞技术，发明了无骨降落伞，令高空安全降落成为可能。
加纳林出生于巴黎，年轻时研习物理学。1793年他成为了法军的侦查员，开始倡导将气球技术应用于军事。但他在一次对英国的军事行动中被捕，并被处以两年监禁。出狱后他开始研究如何令气球飞得更高的课题。1797年，加纳林在巴黎蒙梭公园公开表演，他从1000米空中跃下，并靠丝质降落伞成功着陆。之后他开始在北欧进行巡演，并于1802年在伦敦从惊人的2400米的高度跃下。
加纳林改进的降落伞直径7米，用白帆布制成，呈雨伞型。他的大部分航空壮举都是在其兄让-巴布提斯特-奥利维·加纳林的协助下完成的。
1823年8月18日，加纳林在巴黎因工业意外逝世，他在制作气球时被横梁击中而身亡。

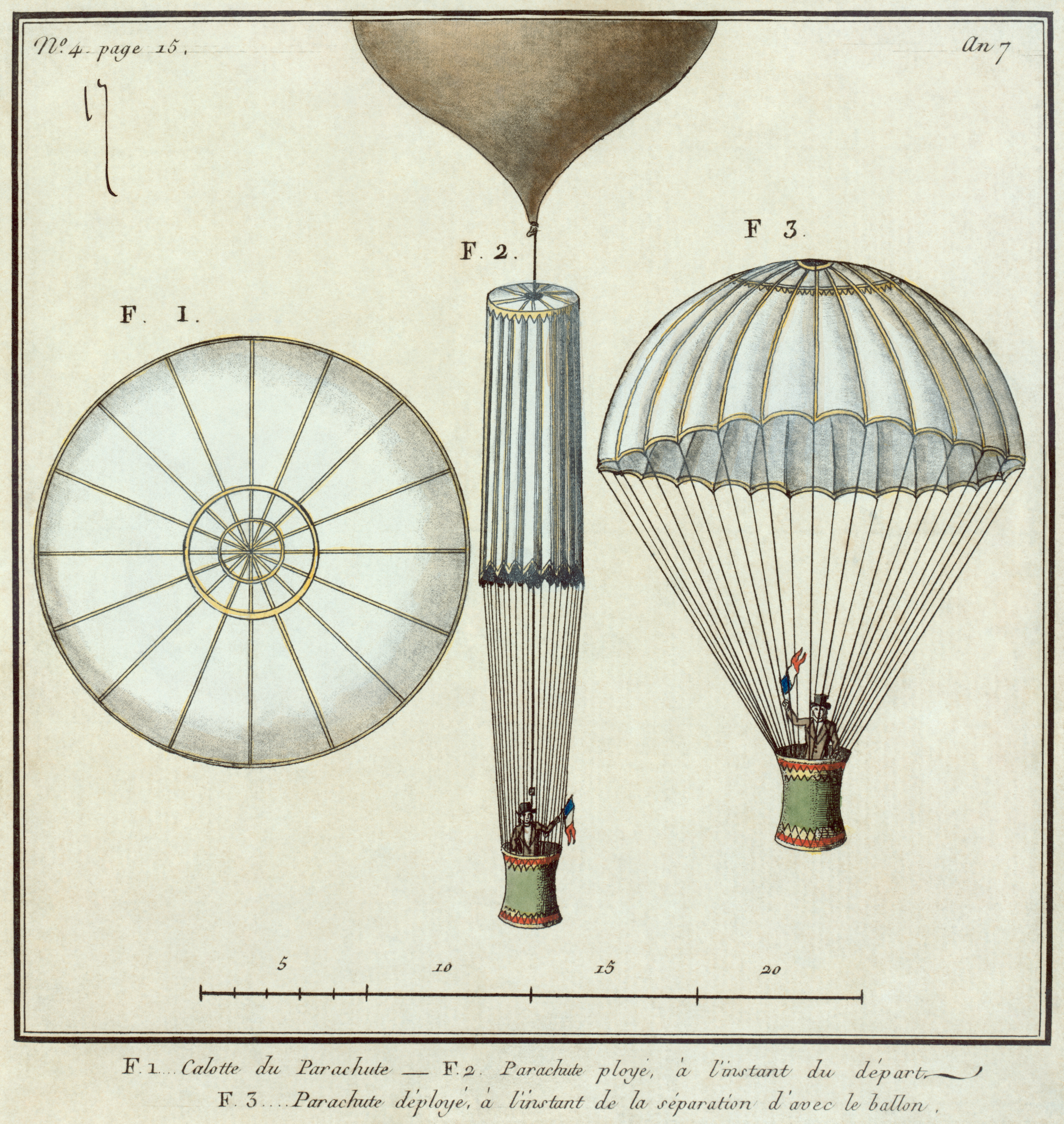
安德烈-雅克·加纳林的第一次公開跳傘，這是他對自己進行測試，1797年10月22日於巴黎的蒙梭公園。（圖1）冠層的降落傘;降落傘的位置（圖2）的出發時刻（從地面到空氣中）（圖3）從氣囊的分離的瞬間降落傘部署。
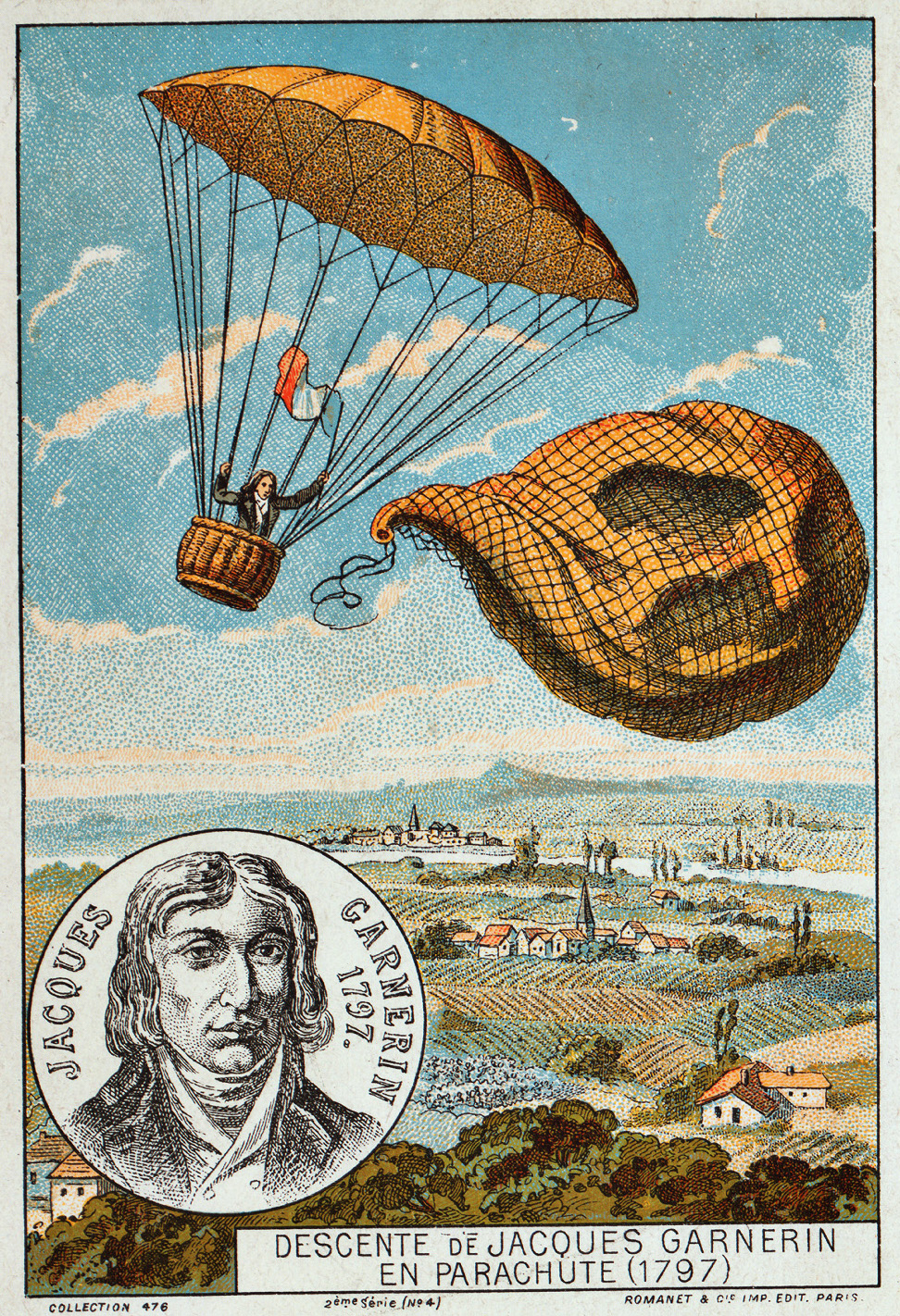
安德烈-雅克·加納林 跳傘（1797年）
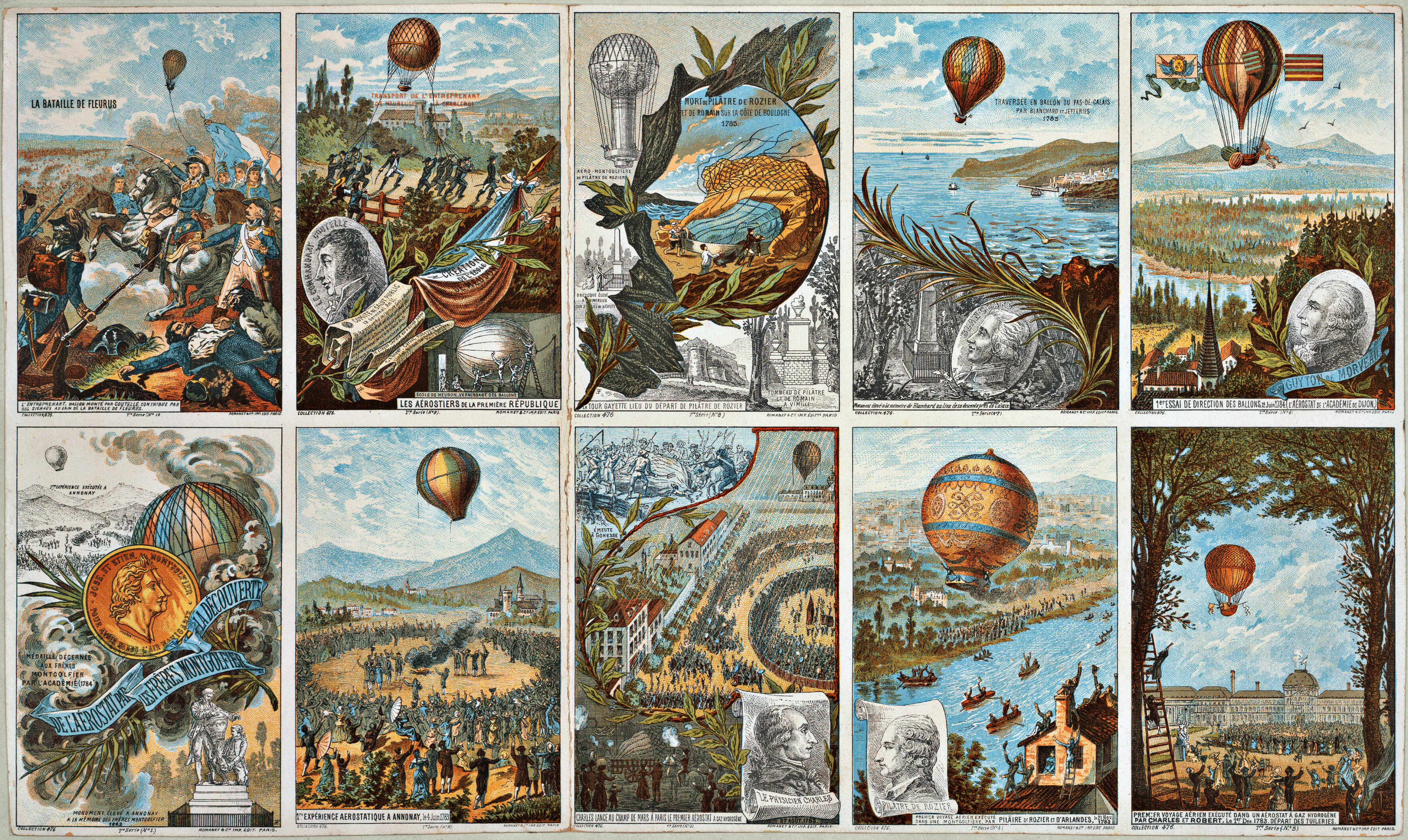
1890年到1900年期間喜愛跳傘的人們

## 外部連結
- Additional information on Garnerin
- André-Jacques Garnerin biography and picture
- 在Find a Grave上的安德烈-雅克·加纳林